# Aloe flava
Aloe flava é uma espécie de liliopsida do gênero Aloe, pertencente à família Asphodelaceae.